# PKP-Baureihe OKl27
Die PKP-Baureihe OKl27 war eine Tenderlokomotive der Polnischen Staatsbahnen (PKP) für den Vorortverkehr mit der Achsfolge 1'C1' („Prairie“).
Die Baureihe OKl27 war die erste gänzlich in Polen konstruierte und gefertigte Lokomotivbaureihe der PKP. Bei Cegielski in Poznań (Posen) entstanden in den Jahren 1928 bis 1933 122 Lokomotiven dieser Reihe. Zum Zeitpunkt der Lieferung war die OKl27 die schwerste 1C1-Tenderlok in Europa.
Museal erhalten blieben folgende Lokomotiven:
- OKl27-10: im Eisenbahnmuseum Skierniewice als nicht betriebsfähige Museumslokomotive
- OKl27-26: im Eisenbahnmuseum Warschau als nicht betriebsfähige Museumslokomotive
- OKl27-27: in Gdynia-Grabówek als Denkmallokomotive
- OKl27-41: im Museums-Bahnbetriebswerk Chabówka